# Kenny Wangler
Kenny "Bricks" Wangler est un personnage de fiction de la série télévisée Oz, interprété par J. D. Williams.
Il s'agit du plus jeune détenu de la prison, âgé de 16 ans au début de la série.

## Biographie

### Sentence
Prisonnier N°97W566. Condamné le 6 juillet 1997 pour meurtre au premier degré à 20 ans d'emprisonnement, libérable sur parole après 6 ans.

### Histoire
Kenny Wangler fait partie des Black Gangsta de la série Oz.
Il apparaît à la fois comme un adolescent manipulé par ses ainés au sein des Homeboys, un jeune homme (et père) un peu paumé qui se cherche et un très agressif membre des Black Gangsta de Em City.
Kenny Wangler décède dans la saison 4, dès la fin du premier épisode. L'une des victimes du racket de Wangler, un français du nom de Guillaume Tarrant, se trouve en possession d'une arme à feu. Il s'en sert alors pour se défendre contre le Poète, Pierce et Wangler et parviendra à tuer ces deux derniers.